# Kroatischsprachige Wikipedia
Die kroatischsprachige Wikipedia (kroatisch Wikipedija na hrvatskome jeziku) ist die Ausgabe der freien Online-Enzyklopädie Wikipedia in kroatischer Sprache. Sie ist nach Artikelanzahl etwas kleiner bzw. nach Anzahl der Bearbeitungen deutlich kleiner als die serbokroatischsprachige Wikipedia, obwohl sie Stand April 2020 deutlich mehr monatlich aktive Benutzer aufweist. Sie zählte im Juli 2020 mehr als 220.000 Artikel, 17 Administratoren und 5 Bürokraten.

## Geschichte und Statistik
Seit Juli 2011 hat die kroatische Wikipedia über 100.000 Artikel, seit Dezember 2014 über 150.000. Im April 2018 betrug die Zahl der Artikel rund 200.000.

### Anfang (ab 2003)
Die kroatische Wikipedia begann Anfang 2003. Am 16. Februar 2003 wurde der erste Artikel „Hrvatski jezik“ (Deutsch: Kroatische Sprache) erstellt. Von 2006 bis 2007 stieg die Mitarbeiterzahl sprunghaft an. Die Tausendermarke bei den Artikeln wurde im Februar 2004 erreicht und die Zehntausendermarke im Oktober 2005.

### Rechte Ausrichtung (2013–2021)
2013 berichteten internationale Medien über die rechtsgerichtete Ausrichtung der kroatischen Wikipedia in Bezug auf Geschichte, Serben oder LGBT. Rechtsextremisten hätten die kroatische Wikipedia übernommen und verharmlosten das Ustascha-Regime, das Serben, Juden und Homosexuelle während des Zweiten Weltkrieges verfolgte und über 300.000 Personen das Leben kostete. Aus diesen Gründen forderte der kroatische Minister für Bildung, Wissenschaften und Sport Željko Jovanović Schüler auf, nicht die kroatische Wikipedia zu verwenden. Laut Jovanović wären die meisten Artikel bezugnehmend auf Kroatien während des Zweiten Weltkrieges nicht nur irreführend, sondern auch verfälscht. Die Artikel seien aus pro-faschistischer und antikommunistischer Sicht geschrieben.
Das Problem herrschte für viele Jahre fort. Balkan Insight berichtete bspw. 2018, dass Artikel im Zusammenhang mit den Ustascha in der kroatischsprachigen Wikipedia ideologisch gefärbt sind und Kriegsverbrechen darin verharmlost werden. Konzentrationslager werden etwa als „Sammellager“ bezeichnet. Die Liste der namentlich erfassten Opfer des Konzentrationslagers Jasenovac wird als falsch bezeichnet und eine Weiternutzung des Lagers unter kommunistischer Herrschaft nach dem Weltkrieg wird behauptet, wofür es keine wissenschaftlich haltbaren Belege gebe. Der Artikel wurde im Dezember 2020 überarbeitet und von revisionistischen Inhalten gesäubert.
Anfang 2021 wurde von der Wikimedia Foundation ein Stellenangebot für einen Desinformations-Evaluator für die kroatischsprachige Wikipedia ausgeschrieben. Im April 2021 wurde auf der Seite der Westbalkanredaktion des Radio Free Europe ein Artikel darüber veröffentlicht, das sich die Situation auf der kroatischsprachigen Wikipedia endlich gewendet hat und dass die Korrektur der fehlerhaften Artikel im Gange sei. Dazu beigetragen hat auch die 2021 gemachte Entdeckung, dass einer der Administratoren regelwidrig heimlich mehr als 80 weitere Accounts betrieb und damit entscheidend zur rechten Ausrichtung beitrug. Alle diese Konten wurden gesperrt.

## Community

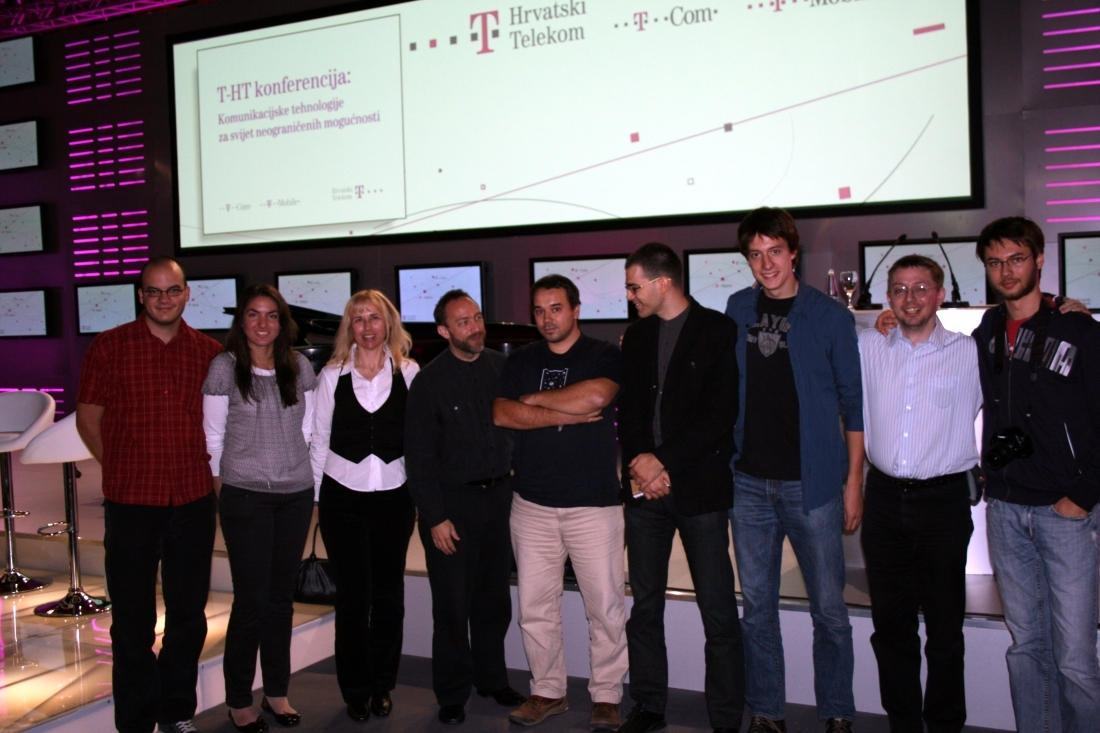
Mitarbeiter der kroatischen Wikipedia und Jimmy Wales in Zagreb (2008)

Die Benutzer (kroatisch Suradnici) stammen überwiegend aus Kroatien; die meisten sprechen Kroatisch als Muttersprache. Es gibt etwa 15 Administratoren und fünf Bürokraten. Monatlich gibt es zwischen 600 und 800 aktive Benutzer.
Am 8. Oktober 2008 fand ein Treffen der Mitarbeiter der kroatischen Wikipedia und dem Wikipedia-Gründer Jimmy Wales in Zagreb statt.
Betreiber der kroatischen Wikipedia und aller anderen Sprachversionen der freien Internet-Enzyklopädie ist die Wikimedia Foundation in San Francisco, USA.

## Inhalte
Wie bei allen anderen Wikipedia-Ausgaben auch hängen die Inhalte in erster Linie von Beiträgen der Benutzer ab. Neben Themen, die traditionell mit der slawischen und kroatischen Sprache und Kultur verbunden sind, wie die Balkanhalbinsel, Kroaten in Bosnien und Herzegowina und Burgenlandkroaten, gibt es z. B. auch mehrere Tausend Artikel zu Personen (unter anderen Nikola Tesla, Franjo Tuđman) oder landeskundlichen Themen.
Über 730 ihrer Artikel hat die Gemeinschaft als exzellent ausgezeichnet (Stand September 2019).